# 아타에야마 고노미
아타에야마 고노미(일본어: 與山 このみ, 1989년 3월 22일 ~ )는 일본의 여자 축구 선수이다.

## 구단 경력
나데시코 리그의 알비렉스 니가타, AS 엘펜 사야마 FC에서 활동했다.

## 국가대표팀 경력
그녀는 2008년 FIFA U-20 여자 월드컵에 참가할 일본 U-20 국가대표팀에 발탁되었으며. 2경기에 출전, 1득점을 넣었다.